# Поду Петриш (Васлуј)
Поду Петриш (рум. Podu Petriș) насеље је у Румунији у округу Васлуј у општини Чокани. Oпштина се налази на надморској висини од 132 m.

## Становништво
Према подацима из 2002. године у насељу је живело 26 становника, од којих су сви румунске националности.